# Dr Nkosazana Dlamini Zuma (KwaZulu-Natal)
Dr Nkosazana Dlamini Zuma es un municipio local sudafricano situado en el distrito de Harry Gwala, en la provincia de KwaZulu-Natal.

## Superficie
Dr Nkosazana Dlamini Zuma tiene una superficie de 3602 km².

## Demografía
En 2022, tenía 128 565 habitantes, una densidad poblacional de 35,69 hab./km², y 25 525 viviendas.